# Pontal do Araguaia
Pontal do Araguaia is een gemeente in de Braziliaanse deelstaat Mato Grosso gelegen aan de bovenloop van de Araguaia. De gemeente telt 5.322 inwoners (schatting 2009).